# Ptičie
Ptičie – wieś (obec) we wschodniej Słowacji, w powiecie Humenné, w kraju preszowskim. W 2011 roku liczyła 633 mieszkańców. Wzmiankowana już w 1273 (jako osada) i 1451 roku (jako wieś).
W miejscowości tej urodziła się Terézia Fecková, matka amerykańskiego aktora Paula Newmana.